# Madame Victor Chocquet
Madame Victor Chocquet, auch Madame Chocquet in Weiß oder Bildnis der Madame Chocquet in Weiß, ist ein 1875 entstandenes Gemälde von Pierre-Auguste Renoir. Das in Öl auf Leinwand im Stil des Impressionismus gemalte Bild hat eine Höhe von 75 cm und eine Breite von 60 cm. Dargestellt ist Augustine Marie Caroline Chocquet, die Frau des Kunstsammlers Victor Chocquet, der bei Renoir mehrere Bildnisse seiner Familie in Auftrag gab. Seit 1959 gehört das Gemälde zum Bestand der Staatsgalerie Stuttgart.

## Bildbeschreibung
Das Bild zeigt die 38 Jahre alte Frau des Kunstsammlers Victor Chocquet, der auch der Auftraggeber des Porträts war. Madame Chocquet ist als Halbfigur in Frontalansicht dargestellt. Vom hellen Inkarnat der Porträtierten heben sich die geschlossenen rosafarbenen Lippen und etwas Rouge auf den Wangen ab. Ihr Lächeln beschreibt die Kunsthistorikerin Anne Distel als „sanft“ und ihre Pose als „nicht affektiert“. In den weit geöffneten dunklen Augen von Madame Chocquet erkennt die Kuratorin Ina Conzen einen „emotionslosen Blick“, der die Dargestellte „merkwürdig fern“ erscheinen lässt, obschon sie dem Betrachter „räumlich nahe“ ist. Die dunklen Haare sind zu einer Hochsteckfrisur arrangiert, bei der Stirn und Ohren frei liegen. Madame Chocquet trägt ein weißes Hauskleid aus seidigem Musselin in „pastelligen Rosa- und Blautönen“. Sie sitzt in einem gepolsterten Möbel, dessen Rückenlehne hinter ihrem linken Oberarm sichtbar ist. Beide Arme sind zum Körper angewinkelt. Der rechte Unterarm ist auf eine goldfarbene Armlehne gestützt und die rechte Hand über dem Schoß abgelegt, während die linke Hand vor dem Bauch ein Stück Stoff des Kleides umfasst. Am rechten Ringfinger sind mehrere mit Steinen besetzte Ringe aneinandergereiht, während sich der Ehering an der linken Hand befindet. Am Hals trägt Madame Chocquet als weiteres Schmuckstück ein schwarzes Samtband mit goldenem Anhänger, der von Anne Distel als „normannisches Kreuz“ erkannt wurde – möglicherweise ein Hinweis auf die Herkunft der Porträtierten.

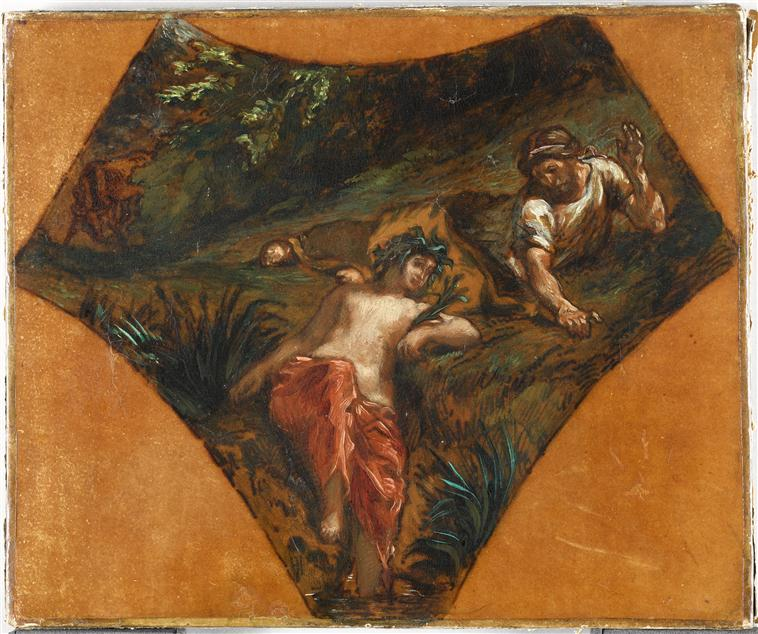
Eugène Delacroix: Numa und Egeria, 1843–1844

Rechts neben dem Kopf von Madame Chocquet hängt an der olivgetönten Wand ein Gemälde im goldenen Rahmen, das auf die Sammelleidenschaft ihres Mannes verweist. Hierbei handelt es sich um die Ölskizze Numa und Egeria von Eugène Delacroix (heute im Louvre), die als Vorlage für die Ausmalung eines Pendentifs der Bibliothek der Chambre des Députés im Pariser Palais Bourbon diente. Die Skizze zeigt Numa Pompilius, den sagenhaften zweiten König von Rom, während er den Rat der Nymphe Egeria erhält. Auf der linken Bildseite geht der Blick in einen angrenzenden Raum. Zu sehen ist dort eine Wand mit weiteren Gemälden in goldenen Rahmen, deren Motive jedoch nicht erkennbar sind. Darunter steht ein Tischchen „mit elegant geschwungenen Konturen“, wie er für das 18. Jahrhundert typisch war. Dieser Möbelstil wurde von Chocquet und Renoir gleichermaßen geschätzt. Die goldenen Bilderrahmen stellen zwischen beiden Räumen eine thematische und farbliche Verbindung her. Ebenso nimmt ein weißer Gardinenvorhang im Nebenzimmer einen harmonischen Bezug zum Material und zur Farbgebung von Madame Chocquets Kleid auf. Der Blick in den zweiten Raum verleiht dem Gemälde insgesamt „die nötige Tiefendimension“, wie Götz Adriani notierte. Das Licht fällt von vorn auf den Kopf und den Brustbereich von Madame Chocquet und betont dadurch die Schwarz-Weiß-Bereiche von dunklem Haar und Halsband sowie von hellem Inkarnat und Kleid. Rechts und links davon lockern die farbigen Akzente der Gemälde und Möbel die Komposition auf. Während das Gesicht in sorgfältiger Feinmalerei ausgearbeitet wurde, sind Randbereiche wie der Blick ins Nebenzimmer im flüchtigen Malstil des Impressionismus skizziert. Das Bild ist unten rechts signiert und datiert mit „Renoir 75“.

## Das Porträt der Frau eines Sammlers
Der Bildtitel Madame Victor Chocquet weist – im 19. Jahrhundert nicht unüblich – direkt auf den Ehemann der Porträtierten hin. Er war mit der im Gemälde dargestellten Augustine Marie Caroline Chocquet, geborene Buisson, seit 1857 verheiratet. Das Paar lebte zu zweit in einer kleinen Wohnung in der Pariser Rue de Rivoli Nr. 168, von der im Bildhintergrund ein Ausschnitt wiedergegeben wird. Ob sich Madame Chocquet ebenso wie ihr Mann für Kunst interessierte, ist nicht bekannt. Victor Chocquet hatte seit den 1860er Jahren eine bedeutende Kunstsammlung aufgebaut, obwohl ihm als Zollinspektor dafür nur wenige finanzielle Mittel zur Verfügung standen. Überliefert ist, dass er an Geld für Kleidung und Essen sparte, um Gemälde und Kunsthandwerk des Louis-quinze und Louis-seize kaufen zu können. Erst nachdem Madame Chocquet 1882 eine Erbschaft erhalten hatte, standen größere Beträge für den Ausbau der Sammlung zur Verfügung. Zu Beginn seiner Sammelleidenschaft interessierte sich Chocquet für Werke älterer Kunst, etwa von Antoine Watteau, von dem er mehrere Gemälde zu moderaten Preisen erwerben konnte. Chocquets besonderes Interesse galt vor allem dem Maler Eugène Delacroix. Ihn hatte er 1862 gebeten, ein Porträt von Madame Chocquet zu malen. Delacroix lehnte jedoch ab, da seine Sehkraft nicht mehr für Porträtaufträge ausreichen würde. Delacroix starb im Folgejahr. Auf der Nachlassauktion von Delacroix 1865 gelang Chocquet der Ankauf mehrerer Werke des Künstlers.
Zehn Jahre später lernte Chocquet den Maler Pierre-Auguste Renoir kennen, der schließlich seine Frau porträtieren sollte. Chocquet und Renoir trafen sich am 23. oder 24. März 1875 zufällig im Auktionshaus Hôtel Drouot, als Renoir dort zusammen mit Claude Monet, Alfred Sisley und Berthe Morisot eine Versteigerung ihrer Werke organisiert hatte, die jedoch auf ablehnende Kritik in der Presse und beim Publikum stieß und nur geringe Verkaufserlöse erzielte. Nach der ersten Begegnung schrieb Chocquet noch am selben Abend einen Brief an Renoir. Er bat ihn darin, seine Frau zu porträtieren, wozu der Maler umgehend zusagte. Anscheinend sah Chocquet in Renoirs pastellfarbigen Gemälden Ähnlichkeiten zu Bildern des 18. Jahrhunderts in seiner Sammlung. Mit dem Auftrag an Renoir verband Chocquet den Wunsch, das in seiner Sammlung befindliche Bild Numa und Egeria von Delacroix als Motiv in das Porträtgemälde seiner Frau einzubeziehen. Renoir positionierte die „Hommage“ an Delacroix als Bild im Bild an der Wand hinter Madame Chocquet.
Nach der Fertigstellung des Gemäldes gab Chocquet bereits im Folgejahr zwei weitere Bildnisse seiner Frau bei Renoir in Auftrag. Nach der als Halbfigur ausgeführten Madame Victor Chocquet setzte Renoir die Frau des Sammlers in Madame Chocquet am Fenster (Kunsthalle Bremen, jetzt im Puschkin-Museum, Moskau) und in Madame Chocquet lesend (Privatsammlung) als Ganzfigur in Szene. Diese beiden Ganzfigurenbilder zeigte Renoir in der zweiten Gruppenausstellung der Impressionisten 1876, während das Gemälde Madame Victor Chocquet dort fehlte und möglicherweise als eher private Darstellung für eine öffentliche Schau ungeeignet erschien. Überliefert ist, dass Chocquet mit den Bildnissen seiner Frau sehr zufrieden war. Renoirs Biograf Théodore Duret berichtet hierzu, dass Chocquet die Leute in seine Wohnung einlud, um die Porträts seiner Frau bewundern zu können.

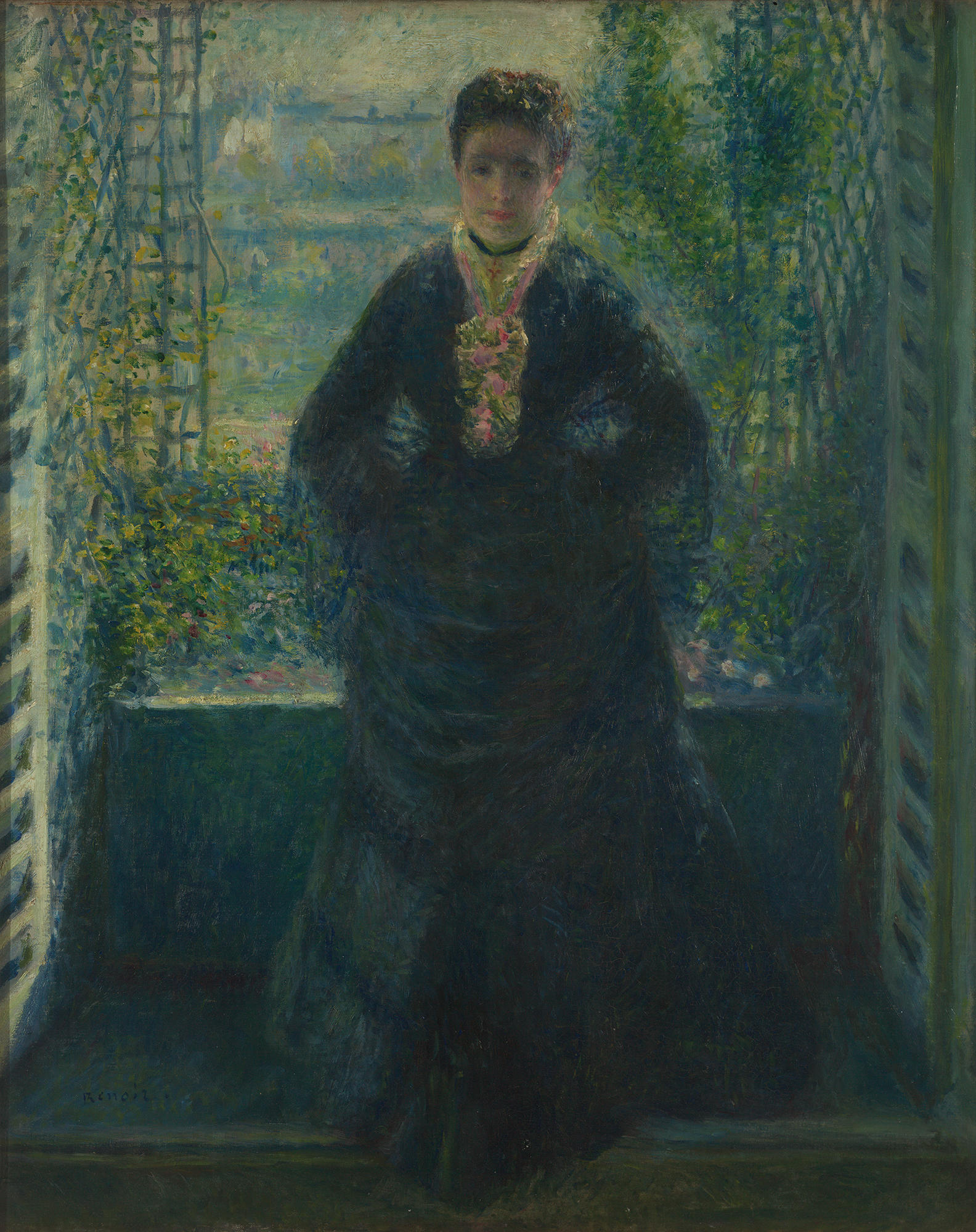
Pierre-Auguste Renoir: Madame Chocquet am Fenster, 1876
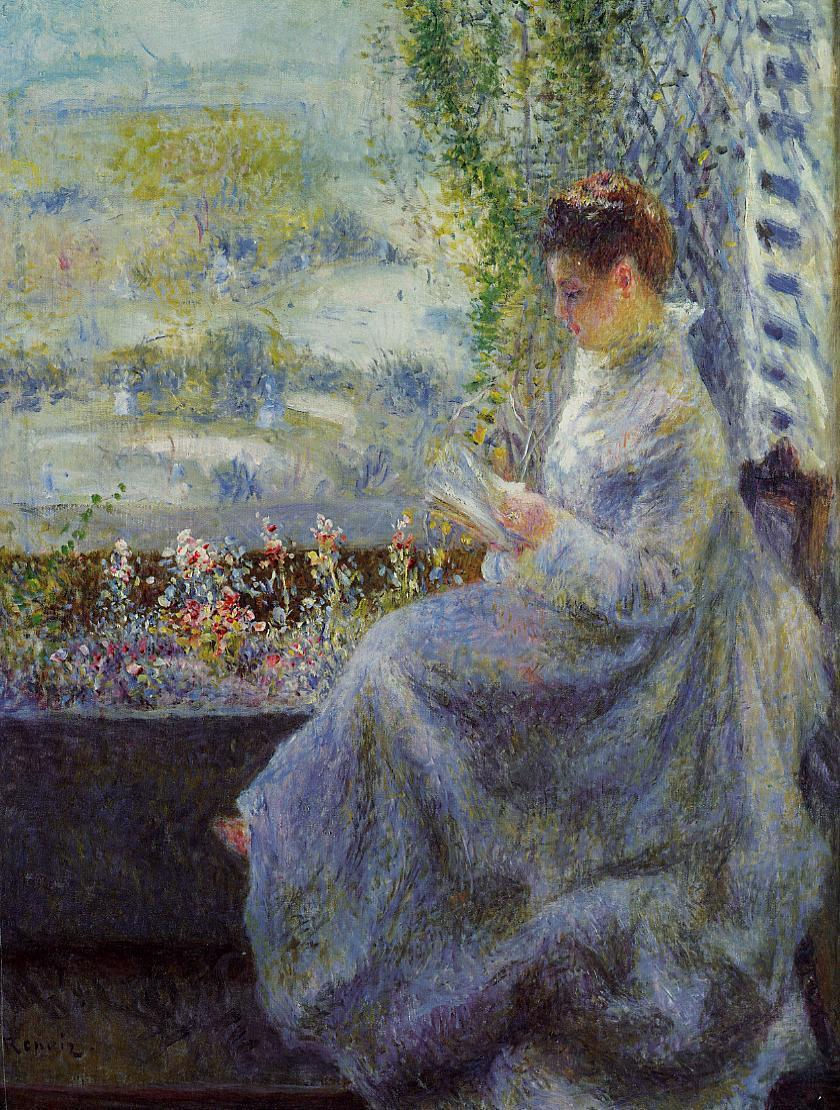
Pierre-Auguste Renoir: Madame Chocquet lesend, 1876
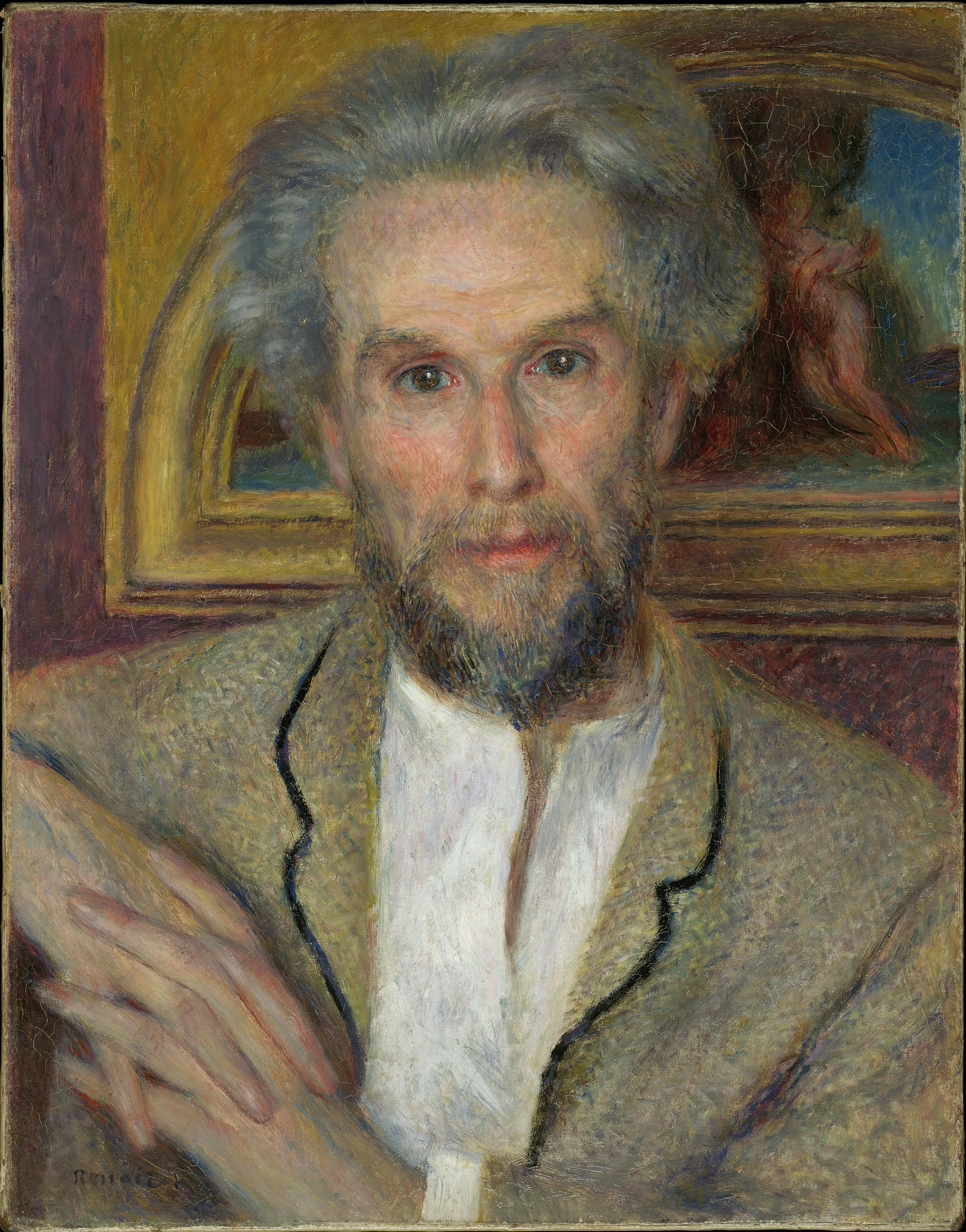
Pierre-Auguste Renoir: Porträt Victor Chocquet, 1876
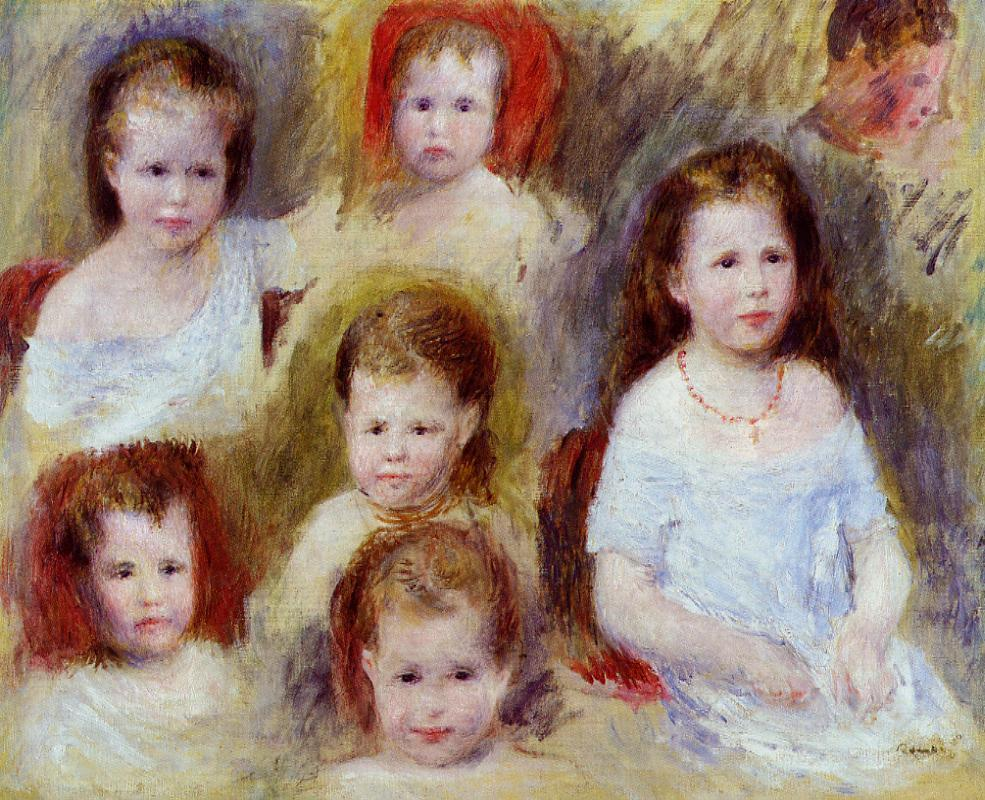
Pierre-Auguste Renoir: Porträts von Marie Sophie Chocquet, 1876
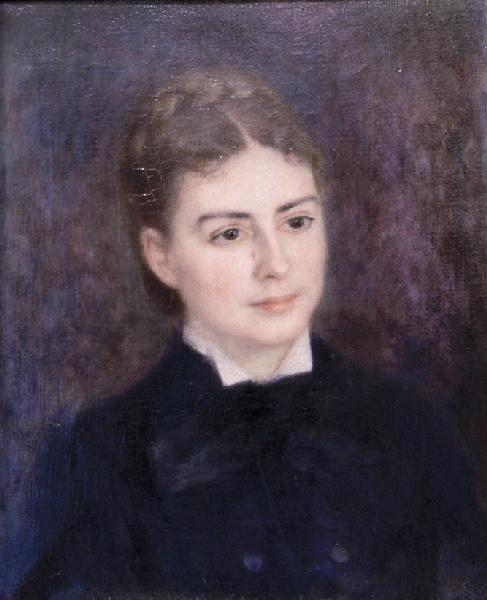
Pierre-Auguste Renoir: Porträt Madame Bérard, 1879
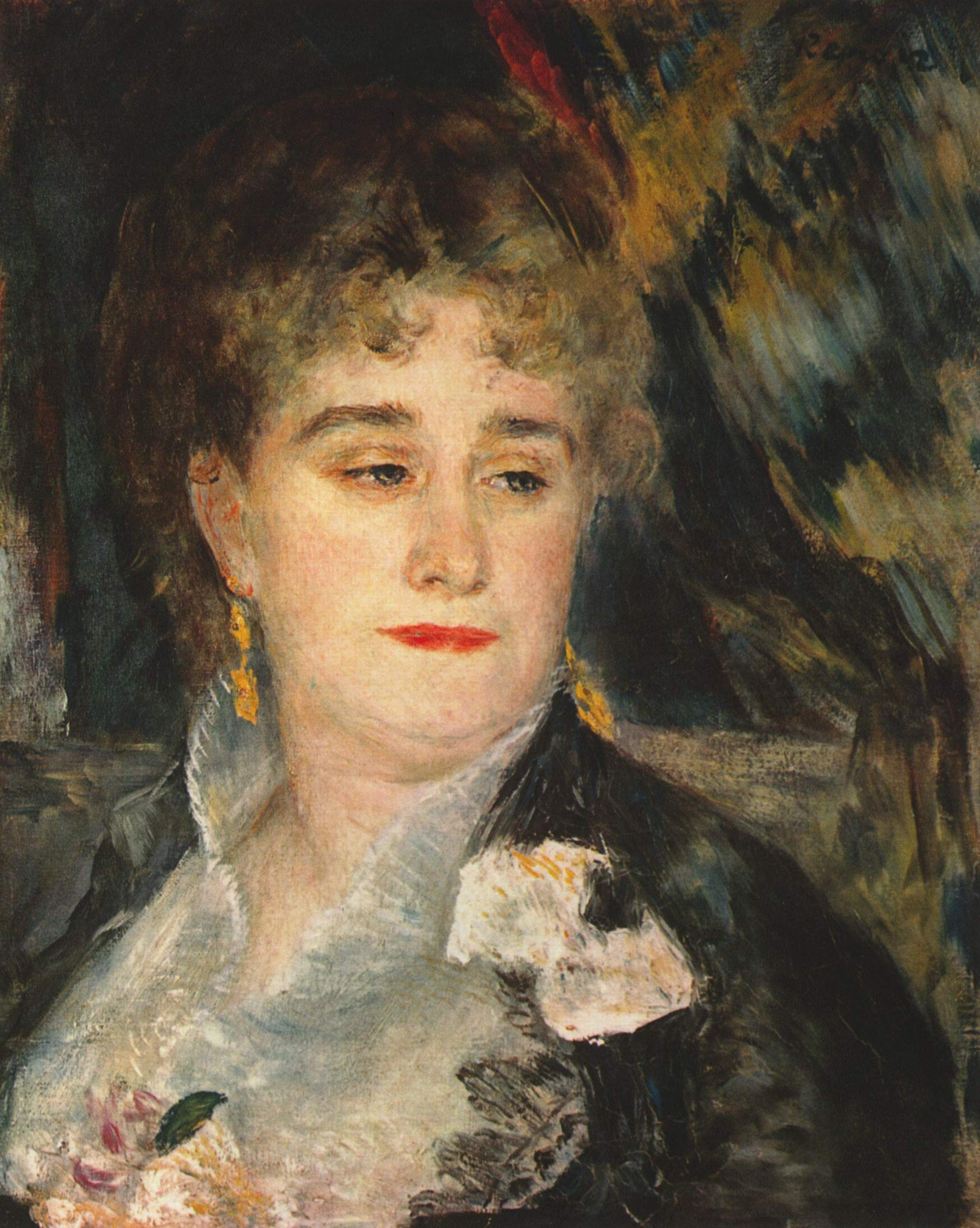
Pierre-Auguste Renoir: Madame Georges Charpentier, um 1876–1877
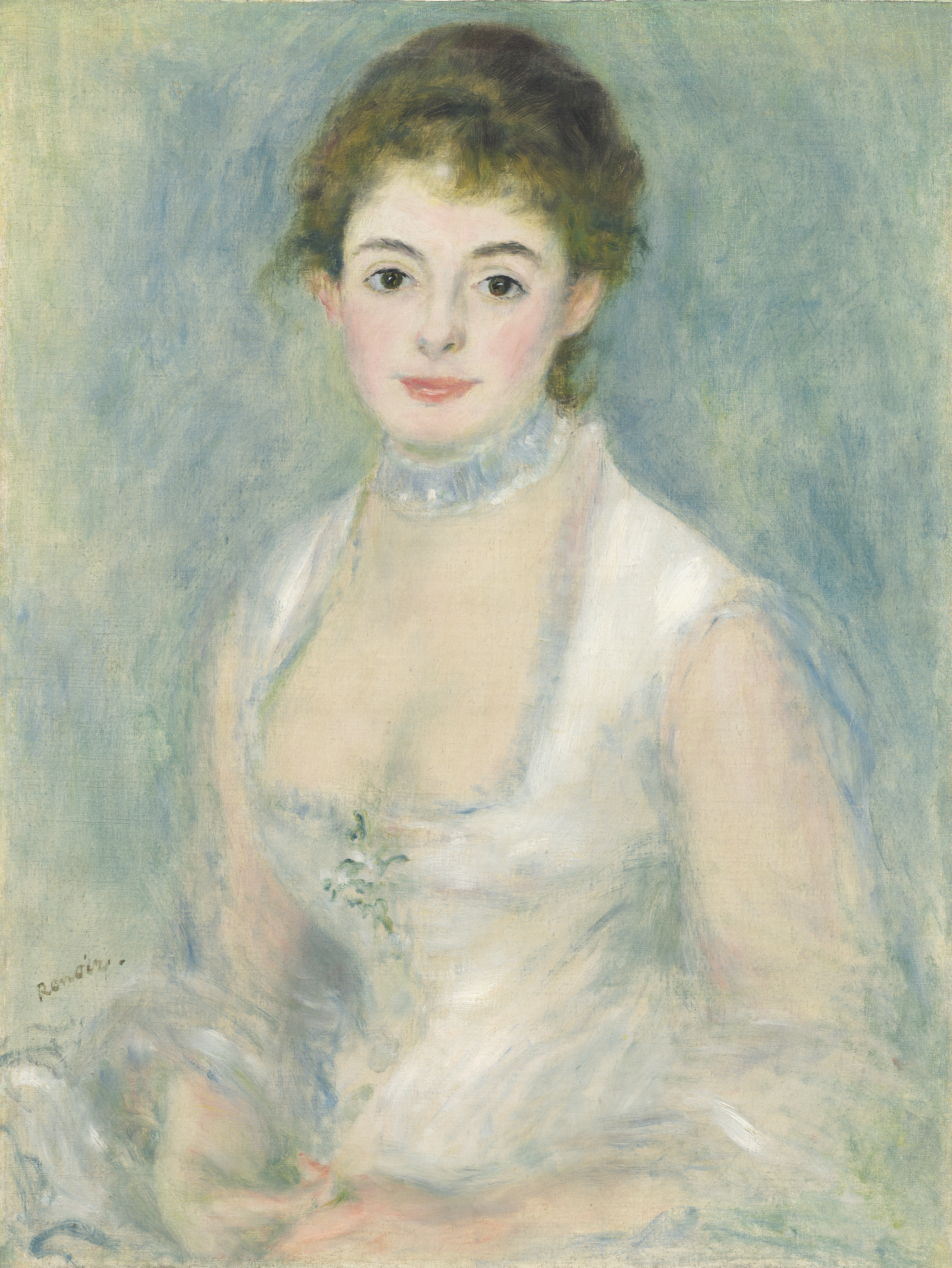
Pierre-Auguste Renoir: Porträt Madame Henriot, 1876

Renoir schuf 1876 darüber hinaus zwei Porträts von Victor Chocquet (Fogg Art Museum, Cambridge Ma. und Sammlung Oskar Reinhart «Am Römerholz», Winterthur). In der Version im Fogg Art Museum findet sich – ähnlich wie im Bildnis Madame Victor Chocquet – an der Wand hinter dem Kunstsammler ebenfalls ein Gemälde von Delacroix. Hinter dem Auftraggeber ist das Motiv Herakles rettet Hesione zu sehen, eine Entwurfsskizze von Delacroix für eine Wanddekoration im Pariser Hôtel de Ville. Die Bewunderung für Delacroix teilte Chocquet mit Paul Cézanne, den er später durch Renoir kennenlernen sollte und der ebenfalls verschiedene Porträts von Chocquet schuf. Wie groß das Vertrauen der Chocquets in Renoirs einfühlsames Arbeiten war, zeigt das ebenfalls 1876 entstandene Gemälde mit den Porträts der Marie Sophie Chocquet (Privatsammlung), das nach Fotografien der 1865 im Kindesalter verstorbenen Tochter des Paares entstand.
Das Bildnis der Madame Victor Chocquet war das erste impressionistische Gemälde in der Sammlung Chocquet, dem zahlreiche weitere Werke, auch von anderen Malern wie Claude Monet, Édouard Manet, Alfred Sisley und Camille Pissarro folgen sollten. Renoir schuf neben dem Porträt der Madame Victor Chocquet weitere Bildnisse von Frauen seiner Auftraggeber, etwa das Porträt der Madame Paul Bérard und das Bildnis der Verlegergattin Madame Georges Charpentier (beide Musée d’Orsay, Paris). Während in diesen Bildnissen eine eher dunkle Farbgebung vorherrscht, gibt es eine größere motivische Nähe zwischen dem Porträt der Madame Victor Chocquet und dem lichtdurchfluteten Porträt Madame Henriot (National Gallery of Art, Washington D.C.), das eine bekannte Boulevardschauspielerin zeigt.

## Provenienz
Der Auftraggeber Victor Chocquet besaß das Gemälde Madame Victor Chocquet bis zu seinem Tod 1891. Danach behielt es seine Frau, bis sie 1899 verstarb. Die Erben, zwei entfernte Neffen, ließen den Besitz der Chocquets im selben Jahr versteigern. Danach war der Kunsthändler Paul Durand-Ruel Eigentümer des Bildes. Anschließend kam das Gemälde über die Kunsthandlung Georges Bernheim in den Besitz des Sammlers George Viau. Beim Teilverkauf seiner Sammlung gelangte das Gemälde nach Norwegen, wo es sich nacheinander in den Sammlungen von Tryggve Sagen, Walther Halvorsen und Ragnar Moltzau befand. 1959 wurde ein Großteil der Sammlung Moltzau mit Hilfe von Lotto-Mitteln von der Staatsgalerie Stuttgart erworben. Darunter befand sich auch Renoirs Madame Victor Chocquet, das mit der Inventarnummer 2564 in die Sammlung des Museums aufgenommen wurde.